# Monumentul Martirilor din Çanakkale
Monumentul Martirilor din Çanakkale (în turcă Çanakkale Șehitleri Anıtı) este un memorial în cinstea celor circa 253.000 de soldați turci care au participat la bătălia de la Gallipoli, care a avut loc în perioada aprilie 1915-decembrie 1915, în timpul Primului Război Mondial. Este situat în Parcul Istoric Național Peninsula Gallipoli⁠(d) pe dealul Hisarlık din Golful Morto, la capătul sudic al peninsulei Gallipoli în Provincia Çanakkale, Turcia.
Monumentul era reprezentat pe reversul⁠(d) bancnotelor de 500.000 de lire turcești din 1993-2005.

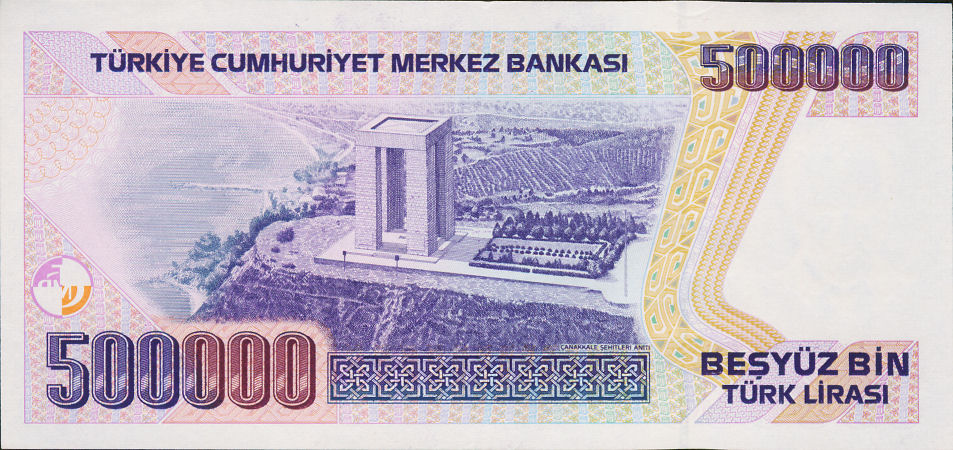
Reversul bancnotei de 500.000 de lire (1993-2005)

## Proiectarea și construcția
Pentru ridicarea unui memorial în Gallipoli, s-a organizat un concurs de arhitectură în 1944. Acesta a fost âștigat de proiectul arhitecților Doğan Erginbaş, Ismail Utkular și al inginerului civil Ertuğrul Barla. Construcția monumentului s-a decis în 1952, și piatra de temelie a fost pusă la 19 aprilie 1954. Probleme financiare au cauzat întreruperea lucrărilor de construcție de mai multe ori. Structura principală a fost finalizată la data de 15 martie 1958. Între timp, cotidianul turc Milliyet⁠(d) a demarat o campanie de sprijin financiar la nivel național, și memorialul a fost deschis oficial pe 21 august 1960.
Monumentul înalt de 41,7 m este în formă de patru coloane pătrate de câte 7,5 m lățime, cu 10 m spațiu între ele, acoperit cu o placă de beton de 25 pe 25 m. Imensa structură se vede foarte bine în timpul trecerii prin Dardanele.
Muzeul de sub monument a fost deschis mai târziu și basoreliefurile de pe coloane au fost finalizate ulterior. Situat la nord de memorial, un cimitir de război în care sunt înhumate rămășițele a 600 de soldați turci a fost inaugurat în anul 1992.
Pe acel loc, o inscripție cu versuri din imnul național al Turciei scris de Mehmet Akif Ersoy, amintește vizitatorilor:

Nu ignora pământul pe care ai intrat,
Nu este un pământ obișnuit.
Gândește-te la miile de oameni care se află dedesubt
Fără giulgiu.
Tu ești fiul unui martir –
Nu-ți răni strămoșul,
Nu da altora această țară frumoasă,
Chiar dacă ai toată lumea.

## Muzeul de război
În interiorul muzeului, sub memorial, mai multe informații și artifacte istorice ilustrează magnitudinea bătăliei de la Gallipoli, împotriva puterilor Antantei: armatele britanică, franceză, și Corpul de Armată al Australiei și Noii Zeelande (ANZAC)⁠(d). Obiecte personale și militare originale, cum ar fi tacâmuri, un set de dinți falși, nasturi de uniformă, catarame, scuturi de lunești, și fotografii găsite pe câmpul de luptă sunt expuse în muzeu.

## Memoriantul Regimentului 57
Un monument care comemorează soldații și ofițerii celebrului Regiment 57 din Divizia 19, care au fost toți uciși în luptă, a fost deschis în 1992. Este un turn cu trei etaje, cu o inscripție în relief a celebrului ordin al locotenent-colonelului Mustafa Kemal către soldații săi care au rămas fără muniție și nu mai aveau decât baionete, în dimineața zilei de 25 aprilie 1915 pentru a-i întâmpina pe soldații ANZAC pe pantele care duc de la plajă, la înălțimile Ciunuk Bair⁠(d) (Conkbayırı):
„Nu vă ordon să atacați, vă ordon să muriți.”
Ca semn de respect, în armata turcă modernă nu există Regimentul 57.